# Federation Against Software Theft
Federation Against Software Theft Limited – niedochodowa organizacja założona w 1984 r. przez przemysł oprogramowania, której zadaniem jest wykorzenianie kradzieży oprogramowania w Wielkiej Brytanii.
FAST sprawdza średnio co 10 dni jedną firmę lub organizację, dając organizacji członkowskiej, która podpisała Kod Etyczny (Code of Ethics), w wypadku stwierdzenia nieprawidłowości, okres "łaski" przed wdrożeniem sankcji.
Oprócz akcji przeciwko naruszeniom prawa przez organizacje lub osoby indywidualne FAST prowadzi kampanię edukacyjną i uświadamiającą skutki kradzieży oprogramowania - przede wszystkim kary za kradzież oraz zwiększone ryzyko zarażenia wirusami przez oprogramowanie z niekontrolowanych źródeł.
FAST jest ograniczona do terenu Wielkiej Brytanii, zaś rozmowy dotyczące połączenia z Business Software Alliance spełzły na niczym - niektóre firmy przeszły jednak do BSA.